# Юдем
Юдем (нім. Uedem) — громада в Німеччині, знаходиться в землі Північний Рейн-Вестфалія. Підпорядковується адміністративному округу Дюссельдорф. Входить до складу району Клеве.
Площа — 60,94 км2. Населення становить 8305 ос. (станом на 31 грудня 2020).

## Географія

### Адміністративний поділ
Громада  складається з 4 районів:
- Юдем
- Юдемерфельд
- Кеппельн
- Юдемербрух

## Відомі особистості
В поселенні народився:
- Герман Грее (* 1961) — німецький політик.